# Coursetia barrancana
Coursetia barrancana är en ärtväxtart som beskrevs av Matt Lavin. Coursetia barrancana ingår i släktet Coursetia, och familjen ärtväxter. Inga underarter finns listade i Catalogue of Life.